# Янлин
Янли́н (кит. упр. 杨陵, пиньинь Yánglíng, буквально: «могила Ян Цзяня») — район городского подчинения городского округа Сяньян провинции Шэньси (КНР).

## История
В феврале 1979 года в составе уезда Угун из посёлка Янлин и коммуны Янлин был образован Особый район Янлин (杨陵特区). В ноябре 1982 года постановлением Госсовета КНР на основе посёлка Янлин уезда Угун, коммуны Янлин уезда Угун и коммуны Уцюань уезда Фуфэн был создан район Янлин городского округа Баоцзи. В сентябре 1983 года уезд Угун и район Янлин были переданы из состава городского округа Баоцзи в состав городского округа Сяньян.
В 1997 году в Янлине была создана показательная зона высоких и новых аграрных технологий.

## Административное деление
Район делится на 3 уличных комитета и 2 посёлка.
Посёлки:
- Янлин (Yangling Subdistrict, 杨陵街道)
- Литай (Litai Subdistrict, 李台街道)

Уличные комитеты:
- Уцюань (Wuquan Town, 五泉镇)
- Дачжай (Dazhai Town, 大寨镇)
- Жоугу (Rougu Town, 揉谷镇)

## Экономика
В октябре 2020 года в Янлинской показательной зоне высоких и новых агротехнологий открылась Демонстрационная база Шанхайской организации сотрудничества по обмену и обучению аграрным технологиям. В зоне введены в эксплуатацию Северо-Западный научно-технический университет сельского и лесного хозяйства, Научно-исследовательский институт современного сельскохозяйственного развития ШОС, Национальная сеть регионального сотрудничества в области сельского хозяйства ШОС, Центр многоязычных переводческих услуг по международному сотрудничеству и Янлинский демонстрационный парк умного сельского хозяйства.
В Янлинской зоне высоких и новых агротехнологий регулярно проходит Китайская ярмарка достижений в сфере высоких и новых агротехнологий. Янлинская ярмарка, впервые состоявшаяся в 1994 году, является одним из крупнейших и самых влиятельных событий в области сельскохозяйственных научно-технологических достижений Китая.

## Образование
В Янлине базируется Северо-Западный научно-технологический университет сельского и лесного хозяйства.

## Галерея
- Южный кампус университета
- Лабораторный корпус университета
- Музей энтомологии
- Университетский стадион
- Музей истории сельского хозяйства
- Павильон зоологии